# Сказка о золотом петушке

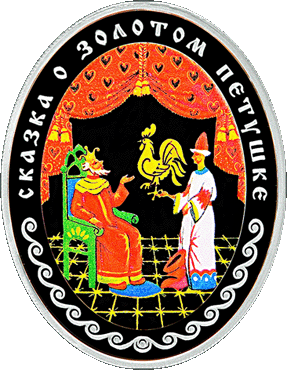
Монета НБРБ

«Ска́зка о золото́м петушке́» — сказка русского поэта Александра Сергеевича Пушкина; последнее из написанных им произведений такого рода. Сказка была написана в 1834 году, а впервые напечатана в следующем году в журнале «Библиотека для чтения» (том IX, книга 16).

## Сюжет
В молодости царь Дадон наносил обиды соседям. Когда он состарился и решил отдохнуть от ратных дел, соседи, в свою очередь, стали нападать на него, нанося ему страшный вред. Дадон обратился за помощью к мудрецу, звездочёту и скопцу. Тот предложил ему золотого петушка на спице. Если в стране будет спокойно, он станет сидеть смирно, а в случае опасности возвестит:

Кири-ку-ку!

Царствуй, лёжа на боку!

После этого Дадон пообещал мудрецу исполнить его первую волю. Благодаря предупреждениям соседи перестали нападать на царство Дадона. После двух лет мирной жизни петушок внезапно кричит, повернувшись на восток. Сначала Дадон посылает старшего сына, а потом младшего, причём с войском. Восемь дней ни от того, ни от другого сына нет никаких вестей.
Тогда Дадон идёт с войском сам и видит шатёр, а рядом убитых воинов и своих сыновей, пронзивших друг друга мечами. Из шатра вышла Шамаханская царица, при виде которой царь забыл смерть сыновей. Околдованный и восхищённый, он пировал у неё в шатре семь дней. Через неделю царь Дадон со своим войском и девицей отправился домой. Дома его встретил старый мудрец и, напомнив об обещании, потребовал шамаханскую царицу.
Царь заявил, что всему есть предел, и он готов подарить многое, но девицу не даст (тем более, что старому скопцу девица ни к чему). Его собеседник продолжал настаивать на своём, и царь, разгневавшись, сначала велел ему убираться, пока цел, а потом и убил, ударив жезлом по лбу. Как по приказу, золотой петушок вспорхнул со спицы, на которой он сидел, полетел к колеснице и клюнул Дадона в голову. В результате неблагодарный царь умер, а Шамаханская царица пропала, как будто её и не было.

## Источники сюжета

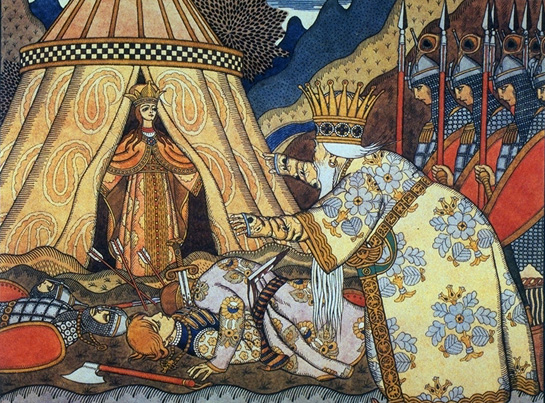
Царь Дадон перед Шамаханской царицей (иллюстрация Ивана Билибина, 1907 год)

### Художник — Борис Зворыкин (1903)

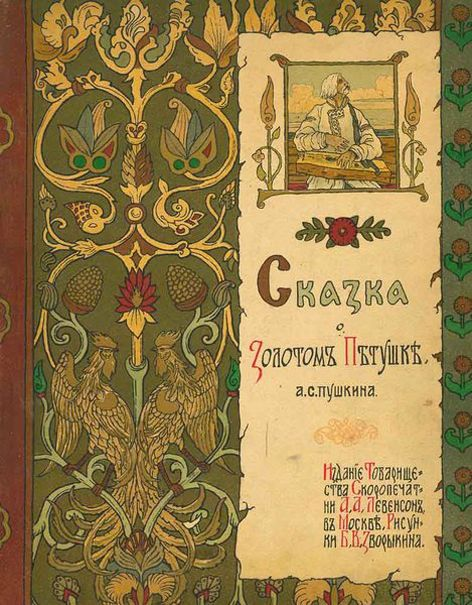
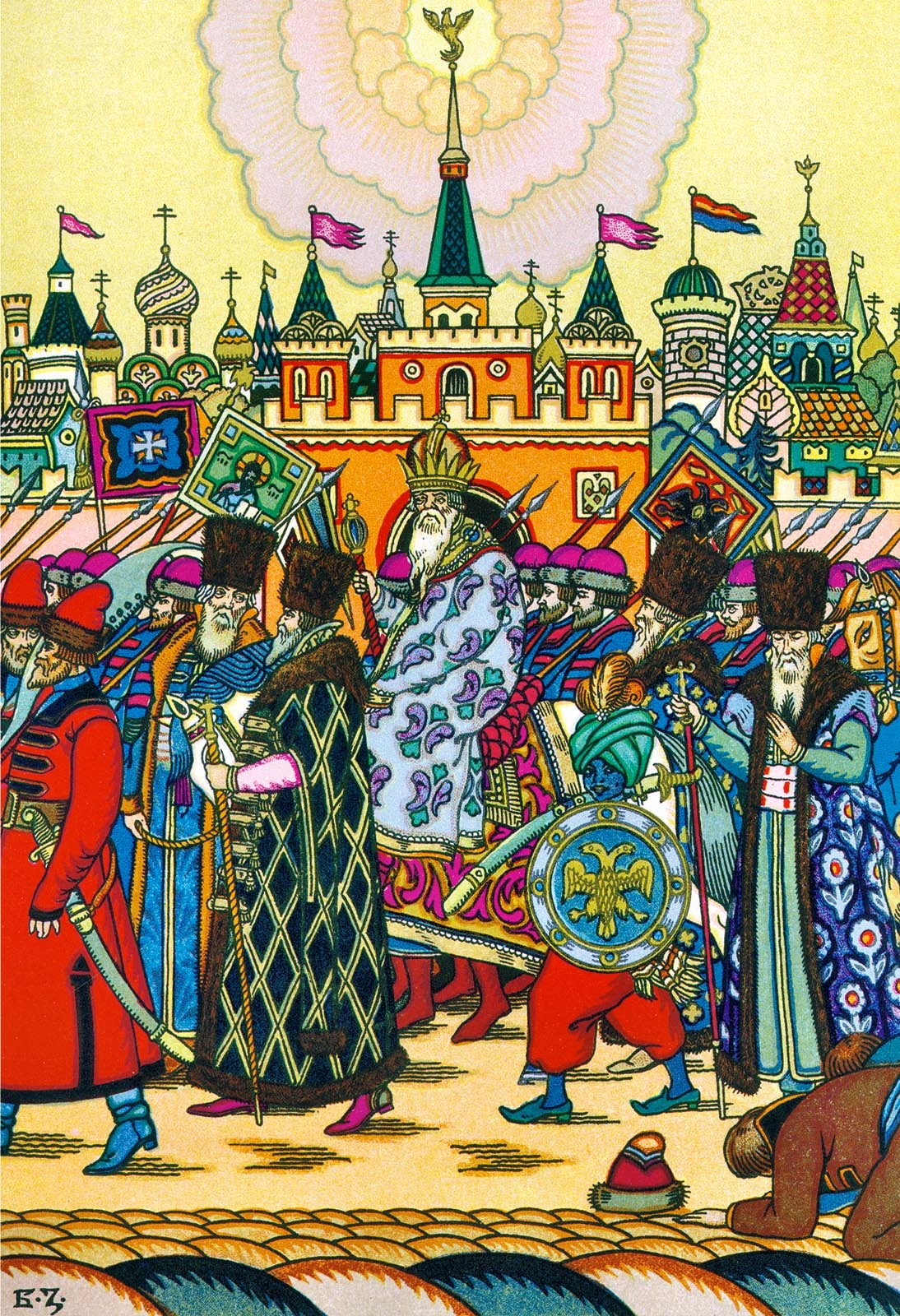
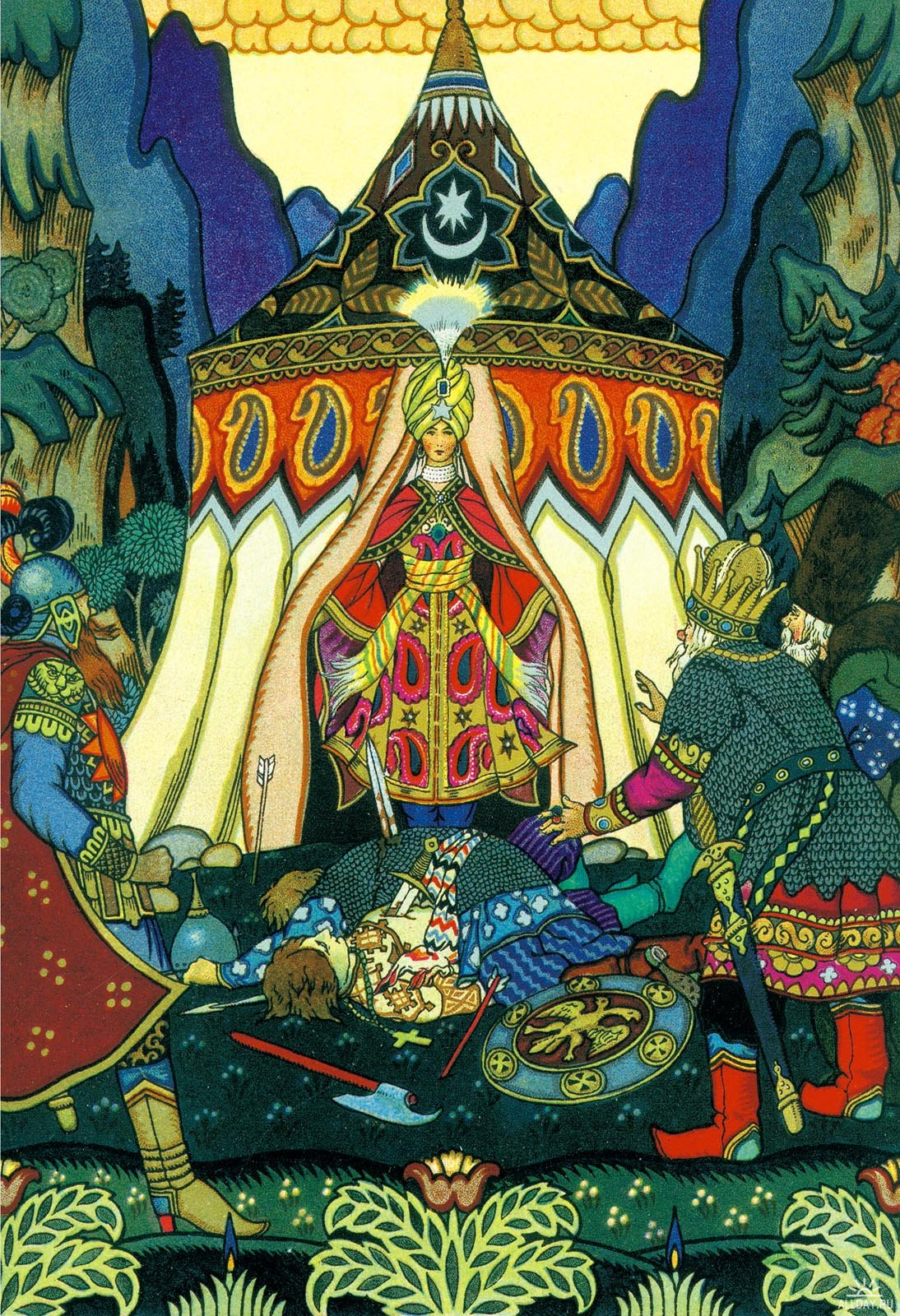
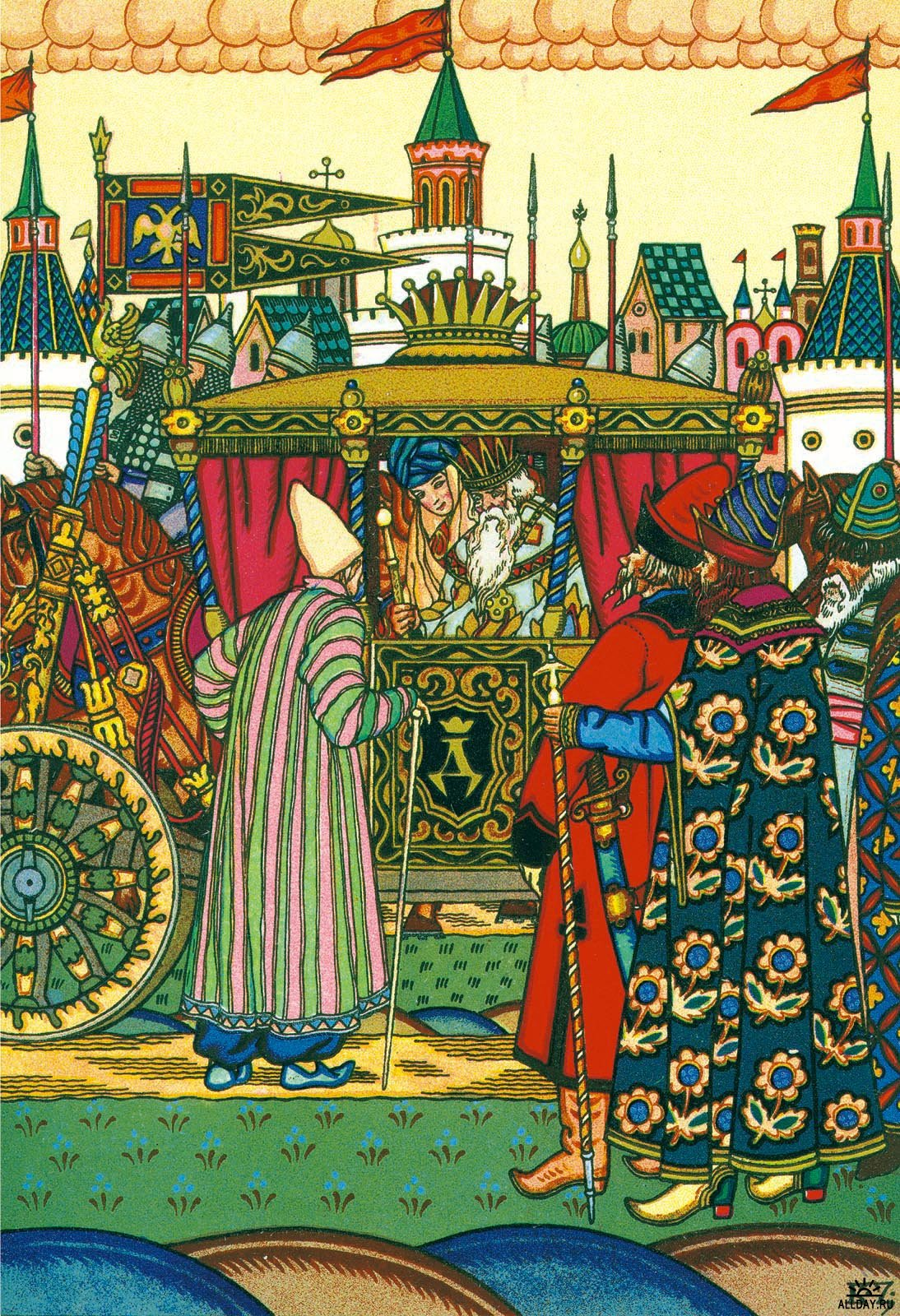

### Художник — Николай Бартрам (1904)

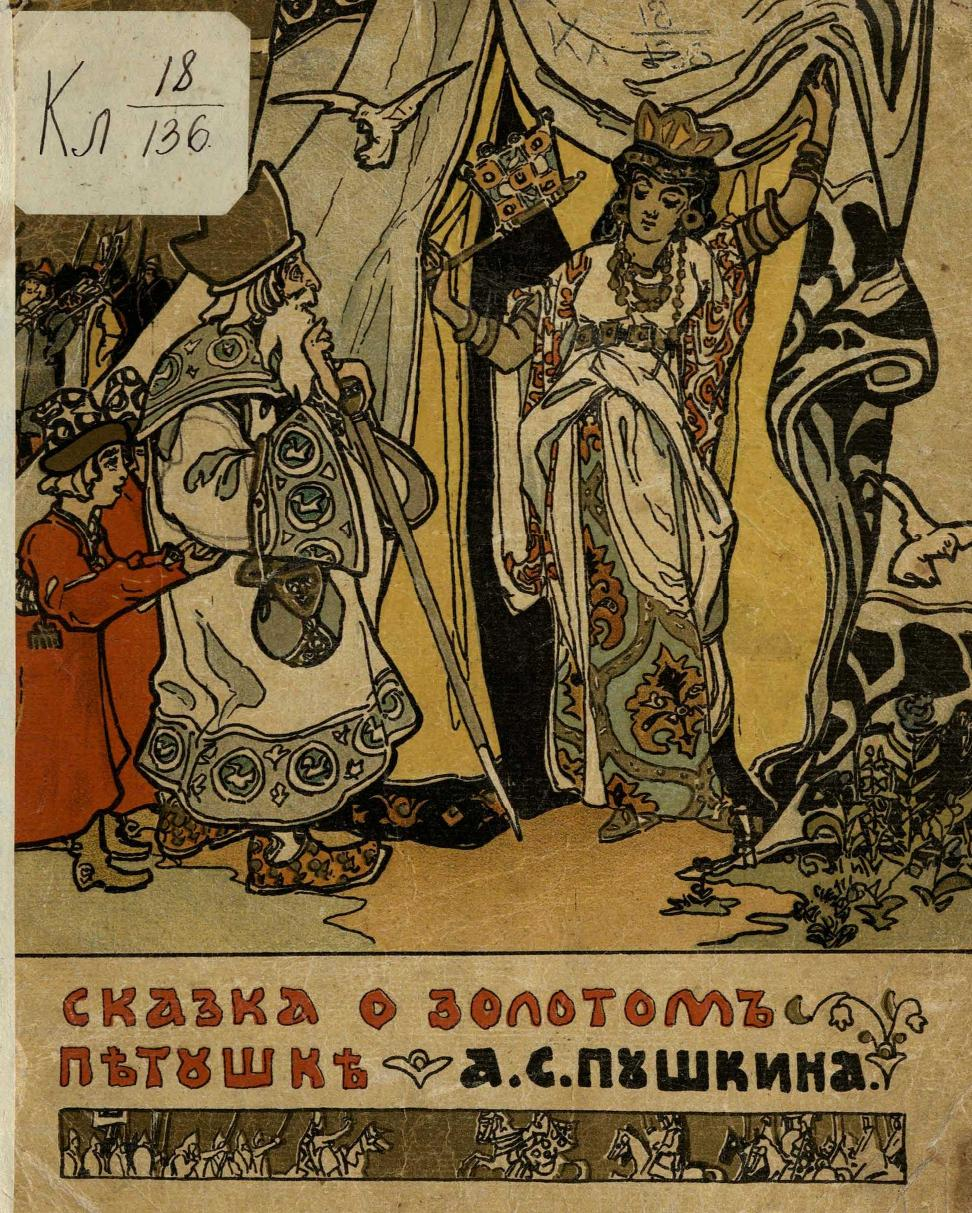
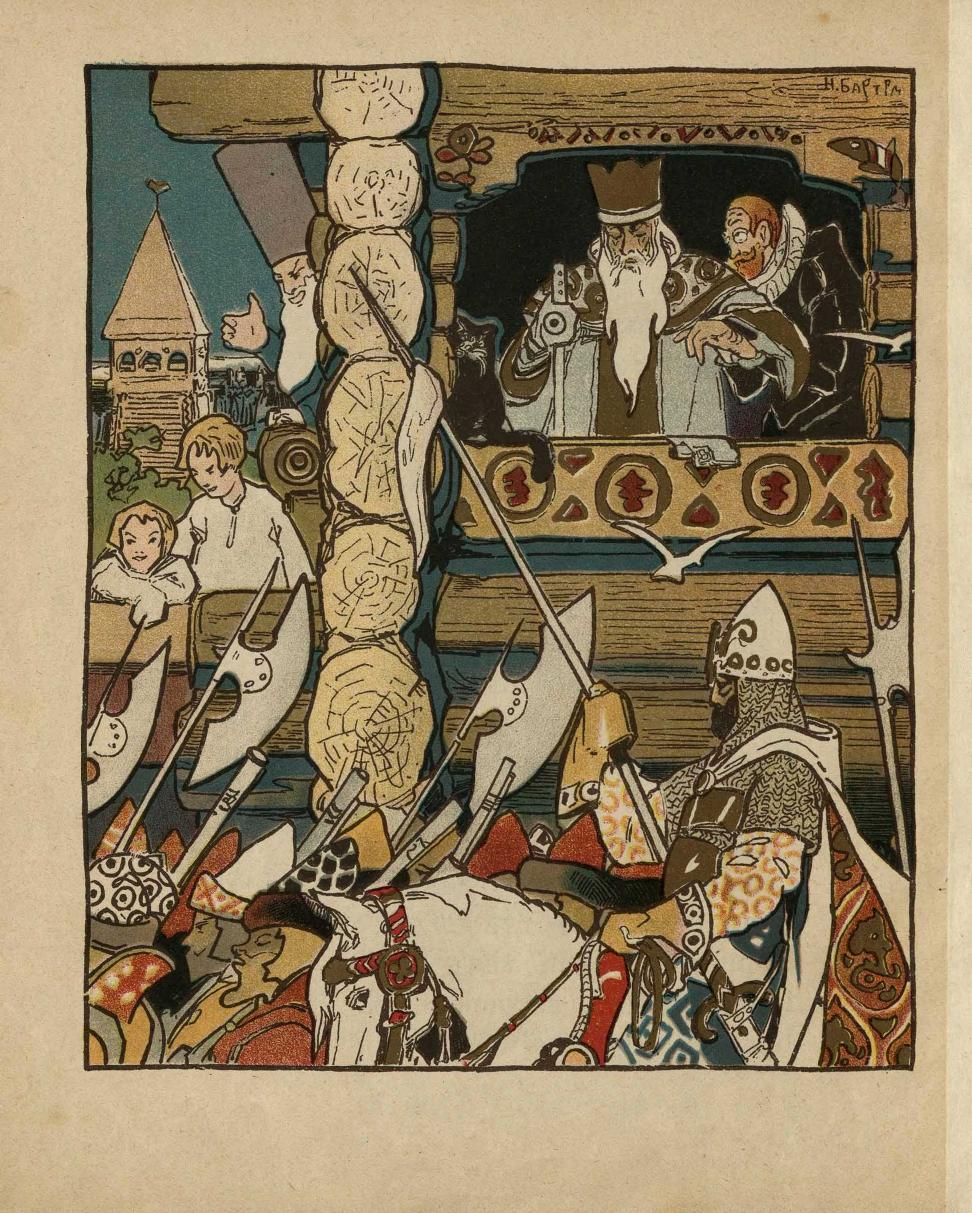
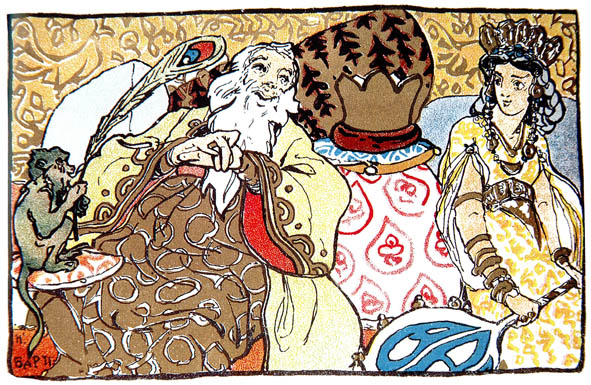
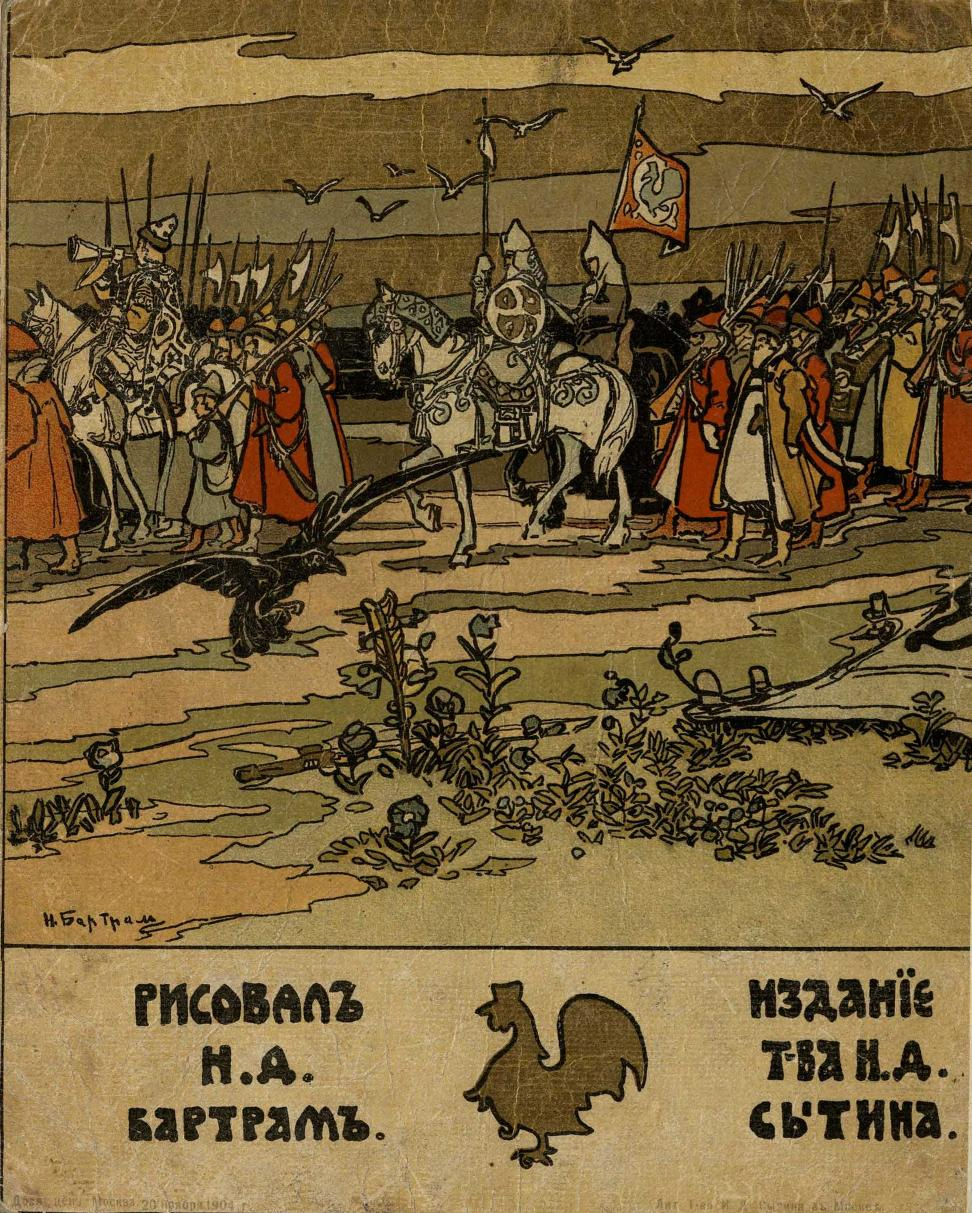

### Художник — Иван Билибин (ок. 1906)

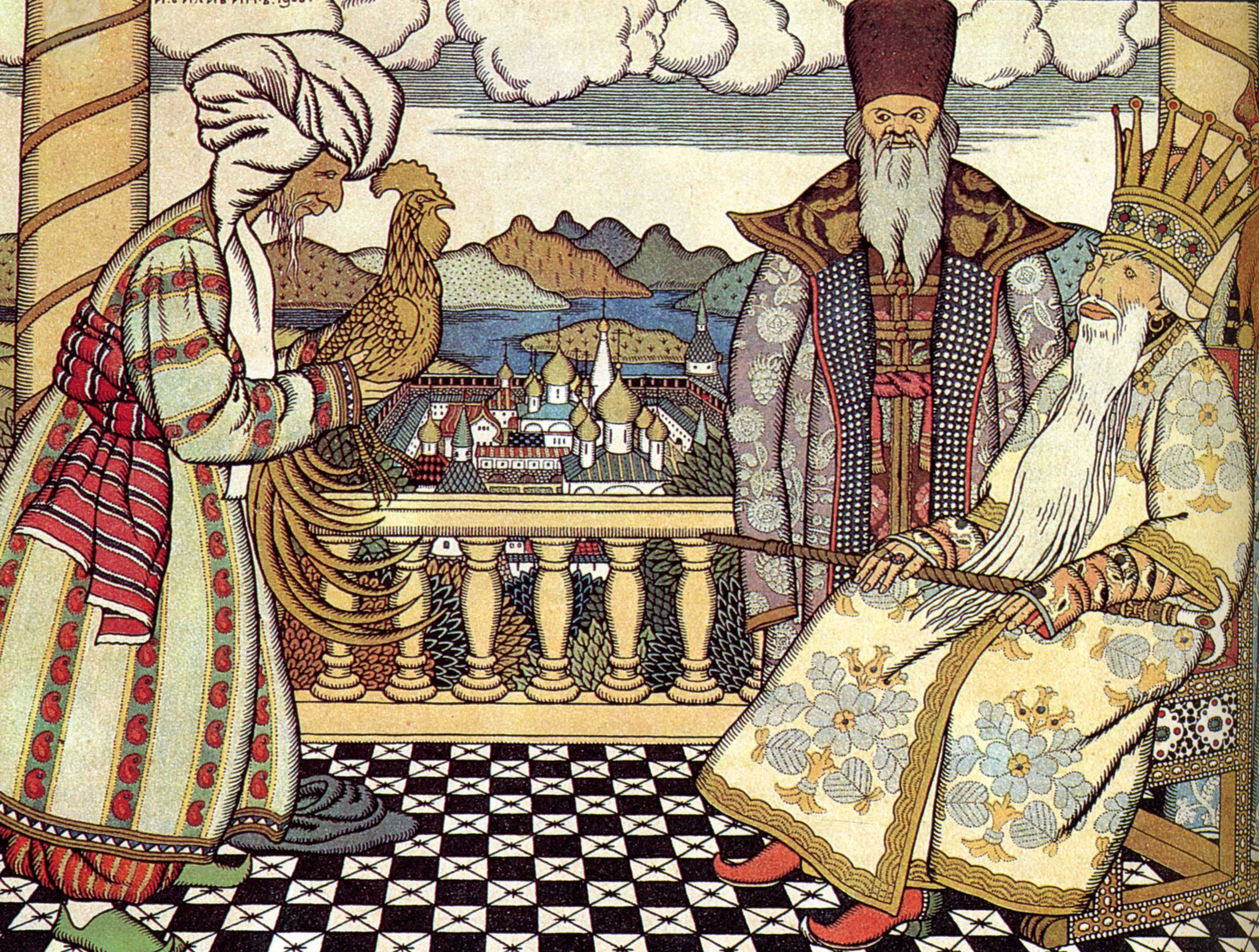
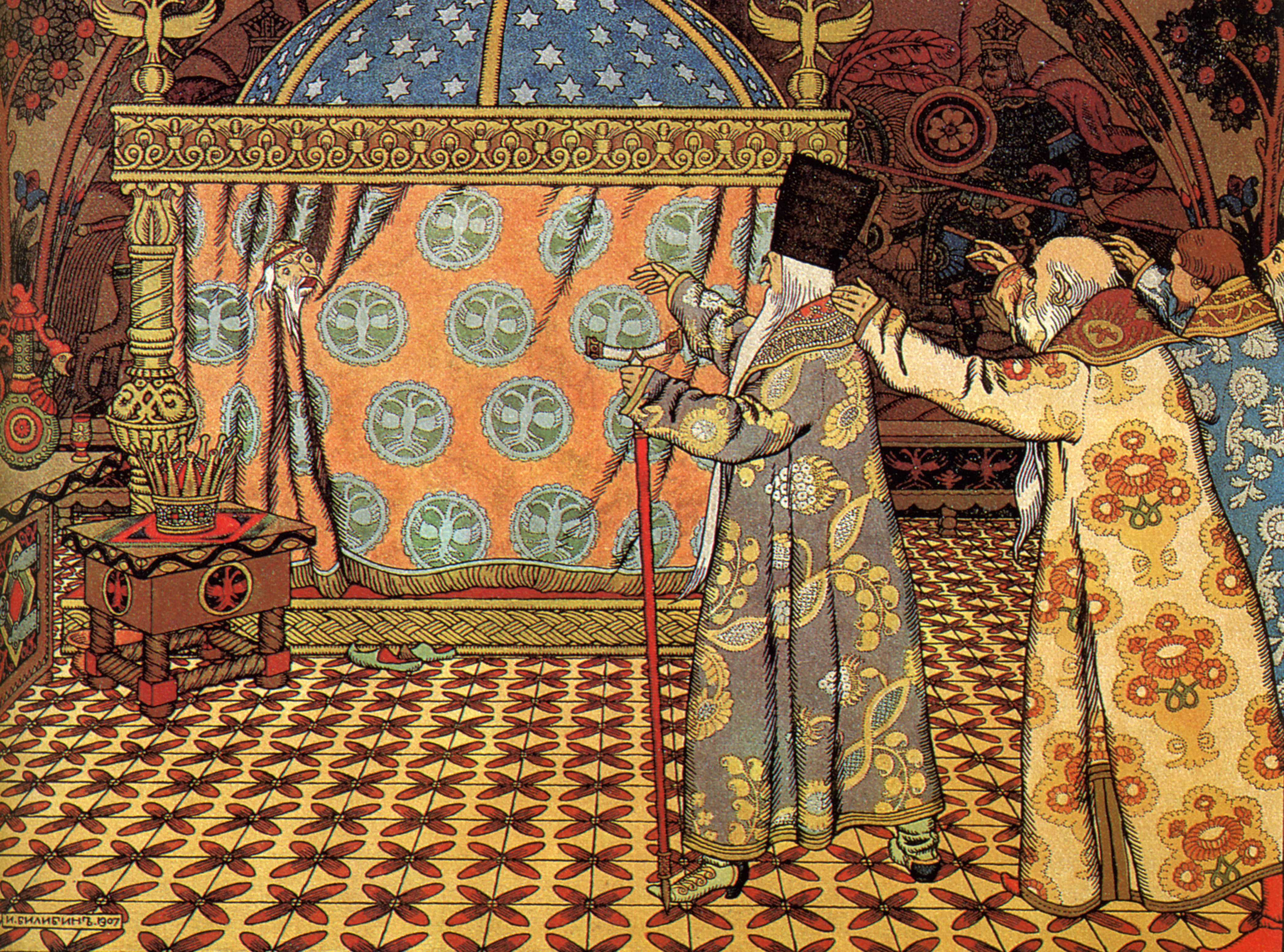
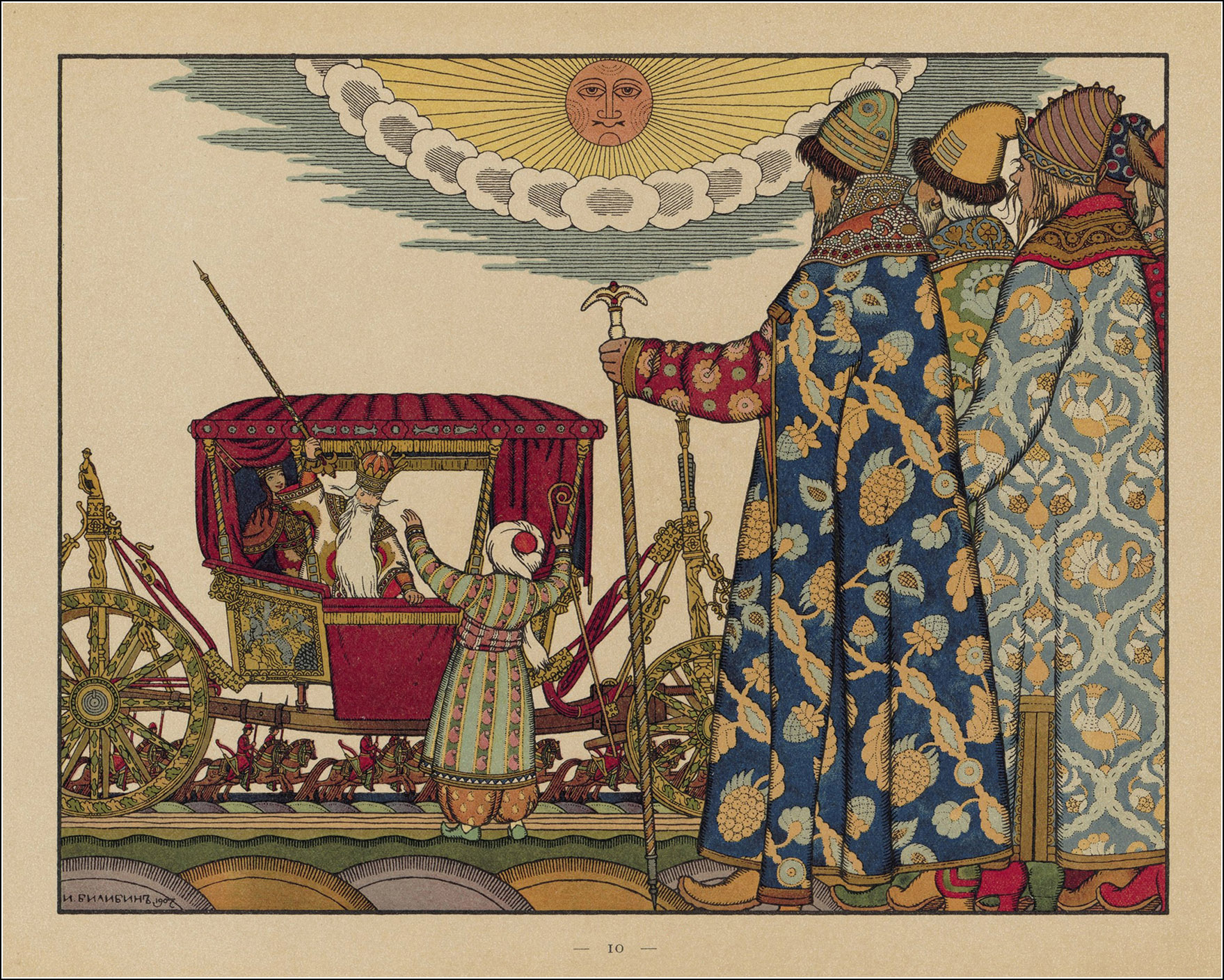
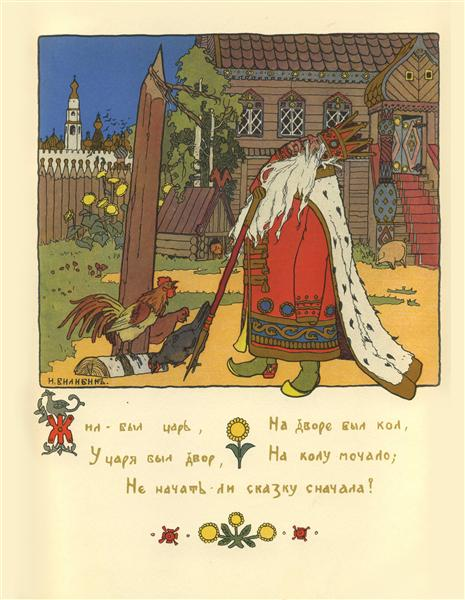